# هشتمین جشنواره بین‌المللی فیلم برلین
هشتمین  دوره جشنواره بین‌المللی فیلم برلین ۲۷ ژوئن تا ۸ ژوئیه ۱۹۵۸ ادامه پیدا کرد. که در نهایت فیلم توت‌فرنگی‌های وحشی برنده خرس طلایی شد.

تندیس خرس طلایی که به برنده اهدا میشود

## بخش رقابتی

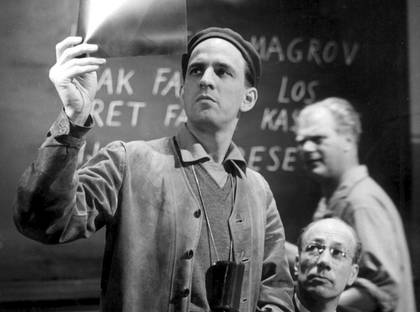
۱۲ مرد خشمگین، برنده بهترین فیلم برای اینگمار برگمان

| عنوان انگلیسی                           | عنوان اصلی                   | کارگردان(ها)                      | کشور تولید کننده   |
| --------------------------------------- | ---------------------------- | --------------------------------- | ------------------ |
| زمانی برای عشق ورزیدن و زمانی برای مردن |                              | داگلاس سیرک                       | آلمان              |
| آنای بروکلین                            | Anna di Brooklyn             | ویتوریو دسیکا                     | ایتالیا            |
| ایستگاه قاهر                            | Bab el hadid                 | یوسف شاهین                        | مصر                |
| The Temptress and the Monk              | Byakuya no yojo              | Eisuke Takizawa                   | ژاپن               |
|                                         | Der 10. Mai                  | فرانتس اشنایدر                    | سوئیس              |
|                                         | Do Aankhen Barah Haath       | وی. شانتارام                      | هند                |
|                                         | Es geschah am hellichten Tag | لادیسلائو وایدا                   | مجارستان           |
| دختران در حال حاضر                      | Guld og grønne skove         | گابریل آکسل                       | دانمارک            |
| یخ سرد در الکس                          |                              | جی. لی تامپسون                    | بریتانیا           |
|                                         | Jun'ai Monogatari            | تاداشی ایمای                      | ژاپن               |
| قانون است قانون                         | La legge è legge             | کریستین-ژاک                       | فرانسه             |
|                                         | Los dioses ajenos            | رومان وینولو بارتو                | اروگوئه / آرژانتین |
| میریام                                  | میریام                       | ویلیام مارکوس                     | فنلاند             |
| چهارشنبه خاکستر (فیلم ۱۹۵۸)             | Miércoles de ceniza          | Roberto Gavaldón                  | مکزیک              |
| Mädchen in Uniform                      | Mädchen in Uniform           | گیزا فون رادونی                   | مجارستان           |
|                                         | Oi paranomoi                 | نیکوس کوندوروس                    | یونان              |
| شب‌نشینی در جهنم                         | Shab-neshini dar jahannam    | ساموئل خاچیکیان, موشق سروری       | ایران              |
| توت‌فرنگی‌های وحشی                        | Smultronstället              | اینگمار برگمان                    | سوئد               |
| ستیزه‌جویان                              | The Defiant Ones             | استنلی کریمر                      | آمریکا             |
| جادوگر در زیر سه                        | Tumulto de Paixões           | Zygmunt Sulistrowski              | آلمان              |
|                                         | Una cita de amor             | امیلیو فرناندز                    | مکزیک              |
|                                         | Ut av mørket                 | Alex Brinchmann, Arild Brinchmann | نروژ               |
| باد وحشی است                            | Wild Is the Wind             | جرج کیوکر                         | آمریکا             |
|                                         | ¡Viva lo imposible!          | رافائل خیل                        | اسپانیا            |

## برندگان
| جایزه                             | به خاطر فیلم     | برنده             |
| --------------------------------- | ---------------- | ----------------- |
| خرس طلایی                         | توت‌فرنگی‌های وحشی | اینگمار برگمان    |
| خرس نقره‌ای برای بهترین کارگردان   | تاداشی ایمای     | Jun'ai Monogatari |
| خرس نقره‌ای برای بهترین بازیگر زن  | آنا مانیانی      | باد وحشی است      |
| خرس نقره‌ای برای بهترین بازیگر مرد | سیدنی پوآتیه     | ستیزه‌جویان        |